# Colorado Time Systems
Colorado Time Systems (CTS) é uma empresa americana com sede em Loveland, Colorado, que projeta, fabrica, vende e mantem de sistemas de cronometragem aquática, placares, paineis LED e produtos relacionados.

## História
Colorado Time Systems nasceu na divisão Test & Measurement da Hewlett-Packard (HP). A HP queria explorar oportunidades na indústria de cronometragem esportiva e escolheu os esportes aquáticos, pois exigia medições 
extremamente precisas. Em 1972, um grupo de engenheiros da HP se desligaram da empresa e fundaram a CTS. Ao longo dos anos, a CTS manteve um compromisso inabalável de fornecer produtos de cronometragem eletrônica de alta qualidade. Em julho de 2011, a Colorado Time Systems foi adquirida pela PlayCore; com sede em Chattanooga, TN. Colorado Time Systems faz parte da divisão “Everactive Brands”.

## Patrocinadores e Parceiros
Colorado Time Systems é o parceiro oficial de cronometragem do: Polo Aquático dos EUA, Natação Sincronizada dos EUA, Federação Mexicana de Natação, Campeonato Mundial Júnior de Natação da FINA, Associação Americana de Treinadores de Natação e Associação Chinesa de Natação.

## Menções Importantes

### Maravilhas Modernas - History Channel
Em 23 de dezembro de 2008, a série do History Channel, Maravilhas Modernas, exibiu um episódio intitulado "Measure It!". Este episódio discutiu vários métodos modernos de medição precisa, incluindo a medição do tempo, após as Olimpíadas de Pequim. O segmento, apresentando a Colorado Time Systems, falou sobre a construção de sistemas de cronometragem modernos e a história das Touchpads de natação.

## Galeria
- Galeria de Fotos